# Самедов, Кудрат Ашур оглы
Кудрат Ашур оглы Самедов (азерб. Qüdrət Aşur oğlu Səmədov; 4 апреля 1904, с. Сарван, Джеватский уезд — 8 января 1972, Сальян) — советский азербайджанский хлопковод, Герой Социалистического Труда (1948).

## Биография
Родился 4 апреля 1904 года в селе Сарван Джеватского уезда Бакинской губернии (ныне — в Сальянском районе Азербайджана).
Начал трудовую деятельность в 1922 году рабочим совхоза № 1 в Сальянском уезде, позже рабочий в Муганьском строительном управлении. В 1929—1933 годах рядовой колхозник, в 1933—1940 и 1945—1949 годах звеньевой, в 1941—1945 годах председатель колхоза «Красный Азербайджан». С 1949 года — председатель колхоза имени Низами Сальянского района Азербайджанской ССР.
Кудрат Самедов стал одним из первых стахановцев Азербайджанской ССР по сбору хлопка. Вместе с Басти Багировой он положил начало сбору хлопка двумя руками, чем добился значительного роста производительности труда. Если до 1934 года рекордом сбора хлопка за день было 80 килограмм, то в 1934 году Самедов собирал по 200 кг, в 1935 году по 265 кг, а в 1936 году он собирал уже по 412 кг египетского хлопка-сырца за день. Метод работы Самедова состоял в следующем. Он брал на себя прямоугольный участок поля, чтобы оптимизировать порожние переходы, по его диагонали клал три сборных мешка: один в нижнем конце прямоугольника, второй в центре и третий — в верхнем углу, таким образом сборные мешки всегда оказывались у него под рукой. В процессе сбора хлопка Кудрат Самедов одновременно его сортировал, для чего сшил себе специальный фартук с тремя отделениями — в самое большое собирал нормальный сырец, во второе отборный сырец, а в третье больной и поврежденный. Также одним из секретов высокой производительности его труда стал сбор хлопка двумя руками с двух половинок рядков, находившихся от него справа и слева. Уже в 1936 году Самедов собирал более 70 центнеров хлопка с каждого гектара, а в 1938 году добился мирового рекорда урожайности тонковолокнистого египетского хлопчатника, собрав 101 центнер хлопка с гектара на площади в 6 гектаров. В 1947 году он собрал урожай египетского хлопка в 79 центнеров с гектара на площади 4 гектара.
При председательстве Кудрата Самедова жизнь колхозников колхоза имени Низами заметно улучшилась. Село Сарван стало утопать в зелени — на берегу магистрального оросительного канала, протекающего неподалёку от села, были посажены ивы, после чего берег канала стал одним из излюбленных мест отдыха сельчан, полевые станы на хлопковых полях также были окружены тенистыми деревьями. При нём были построены клуб, чайная-кебабная, установлены памятники Ленину и Низами. Колхоз вышел на уровень одних из передовых в районе и республике.
Самедов был одним из организаторов соревнования за звание лучшего сборщика хлопка в республике. Хлопковод-стахановец активно обменивался опытом с туркменскими и узбекскими коллегами.
Указом Президиума Верховного Совета СССР от 10 марта 1948 года, за получение высоких урожаев хлопка и пшеницы в 1947 году на поливных землях при выполнении колхозами обязательных поставок и контрактации по всем видам сельскохозяйственной продукции, натуроплаты за работы МТС в 1947 году и обеспеченности семенами всех культур для весеннего сева 1948 года, Самедову Кудрату Ашур оглы присвоено звание Героя Социалистического Труда с вручением ордена Ленина и золотой медали «Серп и Молот».
Активно участвовал в общественно-политической жизни республики и Советского Союза. Член КПСС с 1939 года. Избирался членом ЦИК Азербайджанской ССР. Депутат Верховного Совета СССР 8-го созыва, депутат Верховного Совета Азербайджанской ССР 4—7-го созывов. Делегат XIX съезда КПСС и XXI, XXII, XXIV, XXV, XXVI, XXVII, XVIII съездов КП Азербайджана. Член ЦК КП республики. Делегат I, II и III Всесоюзных съездов колхозников, открыл III съезд.
Скончался 8 января 1972 года в городе Сальян Сальянского района Азербайджанской ССР на 68-м году жизни.

## Память
Кудрату Самедову посвящены биографическая повесть «Кудрат Самедов» писателя Агаджавада Ализаде (1977) и поэма «Дастан седых волос» (2004).
В честь его названы:
- колхоз в Сальянском районе (1972)
- улица в городе Сальян (1972)
- спортивный турнир по вольной борьбе (2004)

## Награды
- Медаль «Серп и Молот» (10.03.1948)
- 2 ордена Ленина (10.03.1948; 01.07.1949)[13]
- Орден Октябрьской Революции (08.04.1971)
- 2 ордена Трудового Красного Знамени (27.01.1936; 30.04.1966)
- Мастер хлопка Азербайджанской ССР (1957)
- медали ВСХВ и ВДНХ, в том числе две большие золотые.

### Книги
- Сәмәдов Гүдрәт Ашур оғлу // Азәрбајҹан Совет Енсиклопедијасы (азерб.) / Ч. Б. Гулијев. — Бакы: Азәрбајҹан Совет Енсиклопедијасы, 1984. — Т. VII ҹилд: Прадо — Спринт.
- Самедов Гудрат Ашур оглы // Энциклопедия хлопководства. — Ташкент: Узбекская Советская Энциклопедия, 1985. — Т. II том.
- Самедов Кудрат Ашур оглы // Сельскохозяйственная энциклопедия / В. В. Мацкевич и П. П. Лобанов. — Москва: Советская Энциклопедия, 1974. — Т. V том.
- Шахбазов М. 15 лет Азербайджанской Социалистической Советской Республики. 1920-1935. — Баку: Дворец книги, 1935.
- Труды сектора экономики. — Баку: Издательство АН АзССР, 1956.

### Статьи
- // Партийная жизнь : журнал. — 1964. — Январь (№ 1).
- // Вестник сельскохозяйственной литературы. — 1937.
- // Советский хлопок. — 1936.
- // Социалистическая реконструкция сельского хозяйства. — 1937.
- Указ Президиума Верховного Совета СССР «О присвоении звания Героя Социалистического Труда передовикам сельского хозяйства Азербайджанской ССР» от 10 марта 1948 г.  // Ведомости Верховного Совета СССР. — 21.03.1948. — № 11  (510). — С. 1—2.
- // Советы депутатов трудящихся. — 1962. — № 7.
- // Правда. — 1949. — 23 августа.